# Миргород 2019
ФК «Миргород-2019» — український футбольний клуб, який представляє місто Миргород Полтавської області. Виступає в чемпіонаті Полтавської області. В сезонах 1996/1997—1999/2000 виступав у Другій лізі чемпіонату України з футболу.

## Назви клубу
Хронологія назв:
- 19??—5 жовтня 1997: ФК «Петрівці»
- 5 жовтня 1997 — 2000: ФК «Миргород»
- 2000—2001: тимчасово припинила існування
- 2001—2005: ФК «ЗемляК» Миргород
- 2005—2019: ФК «Миргород»
- 2019 — донині: ФК «Миргород-2019»

## Історія
Футбольна команда ФК «Петрівці» було заснована в селі Петрівці Миргородського району Полтавської області у двадцятому столітті. Команда грала в чемпіонаті і кубку Полтавщини. У 1996 році клуб стартував у змаганнях другої ліги (група «Б») під назвою ФК «Петрівці», але проводив домашні матчі у Миргороді. У сезоні 1996/97 команда посіла четверте місце. 5 жовтня 1997 клуб переїхав до Миргорода та змінив назву на ФК «Миргород». У сезоні 1999/2000, команда припинила існування на професійному рівні. У 2001 році клуб було відновлено під назвою ФК «ЗемляК» Миргород і взяв участь у чемпіонаті України серед аматорів. З того часу команда виступає в чемпіонатах та кубках Полтавської області. У 2005 році команда повернула оригінальну назву ФК «Миргород». У 2019 команда змінила назву на ФК «Миргород-2019» виступає в Першій лізі чемпіонату Полтавської області.

## Всі сезони

### Всі сезони вДругій лізі чемпіонату України з футболу
| Сезон   | Чемпіонат     | Чемпіонат | Чемпіонат | Чемпіонат | Чемпіонат | Чемпіонат | Чемпіонат | Чемпіонат | Кубок        | Кубок | Кубок | Кубок | Кубок | Кубок | Кубок | Примітка                                           |
| Сезон   | Ліга          | Місце     | І         | В         | Н         | П         | М         | О         | Етап         | І     | В     | Н     | П     | М     | О     | Примітка                                           |
| ------- | ------------- | --------- | --------- | --------- | --------- | --------- | --------- | --------- | ------------ | ----- | ----- | ----- | ----- | ----- | ----- | -------------------------------------------------- |
| 1996/97 | Друга Група Б | 4 з 17    | 32        | 15        | 8         | 9         | 46−36     | 53        | 1/32 фіналу  | 3     | 2     | 0     | 1     | 4−3   | 4     | ФК «Петрівці»                                      |
| 1997/98 | Друга Група В | 14 з 17   | 30        | 7         | 5         | 18        | 34−64     | 26        | 1/64 фіналу  | 2     | 1     | 0     | 1     | 1−2   | 2     | ФК «Петрівці» ФК «Миргород»                        |
| 1998/99 | Друга Група В | 10 з 14   | 26        | 8         | 4         | 14        | 13−27     | 28        | 1/128 фіналу | 2     | 0     | 0     | 2     | 2−6   | 0     | ФК «Миргород»                                      |
| 1999/00 | Друга Група В | 14 з 14   | 26        | 1         | 3         | 22        | 8−28      | 6         | —            | —     | —     | —     | —     | —     | —     | ФК «Миргород» після першого кола знявся із змагань |
| Всього  | Друга         | 4 сезони  | 114       | 31        | 20        | 63        | 101−155   | 82        | >3 сезони    | 7     | 3     | 0     | 4     | 9−11  | 6     |                                                    |

## Видатні гравці
- Павло Ксьонз — вихованець клубу.
- Олександр Згурський